# Pop Economy
Pop News è stata un'emittente televisiva e web TV italiana edita da Pop Media S.r.l.
Pop Economy nasce da un'idea del giornalista Francesco Specchia, che ne diventa il fondatore e primo Direttore Editoriale.
Il canale era originariamente gestito dal gruppo Alma Media. Il lancio ufficiale, preceduto da alcuni promo in onda nei giorni precedenti, è avvenuto il 21 ottobre 2018 alle 6:00. La versione televisiva di Pop Economy era disponibile sul digitale terrestre all'LCN 224 sul mux TIMB 2.
Ideato come canale multipiattaforma, Pop Economy nasce dalla volontà di spiegare l'economia rivolgendosi ad un pubblico ampio, in particolar modo ai più giovani, motivo per il quale produce anche contenuti appositamente studiati per i dispositivi mobili. La sua programmazione è costituita da servizi che trattano ogni aspetto dell’economia, spaziando tra diverse tematiche quali cibo, sport, viaggi, finanza, auto, tecnologia, arte, cinema e musica.
Dal 7 gennaio 2020 Pop Economy ha continuato la sua attività solo come web TV. A partire inoltre da aprile 2020, per un periodo, alcuni servizi e programmi di Pop Economy sono stati trasmessi su Alice e Marcopolo e poi su Alma TV.
Dal 29 settembre 2020 la gestione e l'esclusivo utilizzo del marchio Pop Economy passa nelle mani della società Pop Media s.r.l., diretta dal consulente d'impresa Edoardo Grigione
La nuova linea editoriale punta su una più ampia internazionalizzazione e su un palinsesto diviso in 6 aree tematiche: Global Newsroom (la stringa di informazione quotidiana), Crime Economy, Health Economy, Fintech Economy, Green Economy e Wonderful Londra. 
Il 15 marzo 2021 Pop Economy riprende le trasmissioni televisive, questa volta in chiaro su piattaforma satellitare e visibile al canale 512 della numerazione Sky.

Il 5 settembre 2023 il canale cambia nome in Pop News.